# Johann von Kerssenbrock (Domherr, † nach 1542)
Johann von Kerssenbrock (* im 15. Jahrhundert; † nach 1542) war Domherr in Osnabrück und Münster.

## Leben
Johann von Kerssenbrock entstammte dem ostwestfälischen Adelsgeschlecht Kerssenbrock, welches sich in einen evangelischen und in einen katholischen Zweig teilte. Die Besitzer des Schlosses Brincke waren katholisch. Deren Familienmitglieder bekleideten hohe geistliche Ämter in den Hochstiften Paderborn, Osnabrück und Hildesheim. Er war der Sohn des Johannes von Kerssenbrock zu Brincke und dessen Gemahlin Agnes von Adelebsen.
Sein Bruder Rembert war Fürstbischof von Paderborn. In den Jahren 1528 bis 1534 besaß Johann ein Domkanonikat in Osnabrück. Am 12. August 1542 kam er nach dem Tode des Domherrn Philipp von Hörde in den Besitz einer münsterschen Dompräbende. Über seinen weiteren Lebensweg gibt die Quellenlage keinen Aufschluss.